# 785 Цветана
785 Цветана (на английски: Zwetana), известен също като 1914 UN, 1929 YB, 1931 MC, 1953 UF1, 1972 CD, A904 VA, е астероид от главния астероиден пояс.
Открит е от германския астроном Адам Масингер в Държавната обсерватория Хайделберг-Кьонигщул в Германия на 30 март 1914 г. (Обсерваторията се намира на хълма Кьонигщул в град Хайделберг, днес е в структурата на Хайделбергския университет.) Тъй като откривателят му умира 7 месеца след откриването на астероида, предложението за неговото наименуване е дадено от Аугуст Копф.
Астероидът носи името на дъщерята Цветана на академик Кирил Попов – първия български изследовател на астероиди.
Не е известна датата на решението за официално наименуване на астероида. Имайки предвид годината на откриването и номера, се приема, че той е първият, който е наименуван с българско име.